# 加姆濟格勒
加姆濟格勒是位於塞爾維亞扎耶查爾附近的一座村莊。2002年，有人口945人。加姆濟格勒附近的一座城堡是古代羅馬帝國皇帝伽列里烏斯的出生地和埋葬處。伽列里烏斯執政時期，城堡曾得到擴建。現在仍然保留有西門和大部分城牆，並且發現了眾多古羅馬時期的文物。這一遺跡在2007年被列入聯合國教科文組織的世界文化遺產。